# Tuane Silver
Tuane Silver (* 17. Mai 2004 in Windhoek) ist eine namibische Leichtathletin, die im Kugelstoßen sowie im Diskuswurf an den Start geht.

## Sportliche Laufbahn
Erste internationale Erfahrungen sammelte Silver im Jahr 2022, als sie bei den Afrikameisterschaften in Port Louis mit einer Weite von 13,78 m den sechsten Platz im Kugelstoßen belegte. Im Februar 2022 stellte sie mit 15,24 m einen namibischen Landesrekord im Kugelstoßen auf. Im August verbesserte sie den Landesrekord bei den U20-Weltmeisterschaften in Cali auf 15,95 m und belegte damit den fünften Platz. Im Jahr darauf gewann sie bei den U20-Afrikameisterschaften in Ndola mit 14,88 m sowie mit 44,23 m jeweils die Silbermedaille im Kugelstoßen und im Diskuswurf.
In den Jahren 2020, 2021 und 2023 wurde Silver namibische Meisterin im Kugelstoßen sowie 2021 auch im Diskuswurf.

## Persönliche Bestleistungen
- Kugelstoßen: 15,95 m, 2. August 2022 in Cali (namibischer Rekord)
- Diskuswurf: 44,92 m, 12. Februar 2022 in Boksburg